# Hamodes khasicola
Hamodes khasicola är en fjärilsart som beskrevs av Embrik Strand 1922. Hamodes khasicola ingår i släktet Hamodes och familjen nattflyn. Inga underarter finns listade i Catalogue of Life.